# Willy Lauwens
Willy Lauwens (Mechelen 16 juni 1929 – Antwerpen 13 november 1995) was een Belgisch schrijver. Hij was getrouwd met Hortensia Constant Wilms.

## Boeken
- Zing zacht zanger (1970)
- De vuile angst [De hemelvlinders] (1971)
- Verrek martelaar (1973)
- Het kristal bitterheid (1974)
- De verre eilanden (1976)

## Onderscheidingen
- Ridder in de kroonorde Leopold II.
- Arthur Merghelynckprijs voor proza voor "Zing zacht zanger"

- International Standard Name Identifier: 0000 0003 8722 0868
- Nederlandse Thesaurus van Auteursnamen: 071381171
- Virtual International Authority File: 280111548
- WorldCat: E39PBJf8pjBF74Q9drQJdFhmBP